# Herb Jarosławia
Herb Jarosławia – jeden z symboli miasta Jarosław w postaci herbu.

## Wygląd i symbolika
Herb przedstawia na niebieskiej tarczy białe mury miejskie dziewięcioblankowe z dwiema pięcioblankowymi wieżami. W każdej wieży po dwa okna, z których zwisają czerwono-srebrne proporce. W murach miasta brama. Pod murami błękitna rzeka, na której płynie łódź z białym żaglem i chorągiewką czerwono-srebrną. Brzegi rzeki podkreślone kolorem zielonym. Herb zwieńczony jest złotą koroną otwartą i otoczony takimż wieńcem. 
Herb nawiązuje do obronnego charakteru miasta i jego szkutniczych tradycji

## Historia
Wizerunek herbowy znany jest z XVI wiecznych pieczęci miejskich. W 1845 roku został ustalony dekretem cesarskim Ferdynanda I. Potwierdzony 15 września 2014 w statucie Gminy Miejskiej.